# إنديا دي بوفورت
إنديا دي بوفورت (بالإنجليزية: India de Beaufort) (و. 1987  م) هي مغنية مؤلفة، ومغنية، وممثلة أفلام بريطانية.

## التعليم
تعلمت في Tolworth Girls' School ‏.

## وصلات خارجية
- إنديا دي بوفورت على موقع IMDb (الإنجليزية)
- إنديا دي بوفورت على موقع ميوزك برينز (الإنجليزية)
- إنديا دي بوفورت على موقع قاعدة بيانات الفيلم (الإنجليزية)

- إنديا دي بوفورت في قاعدة بيانات الأفلام على الإنترنت